# Coronopus
Coronopus és un gènere de plantes amb flors dins la família brassicàcia conegudes en català com a cervina. És un gènere subcosmopolita originari de la regió mediterrània. Tenen llargues tiges i fulles profundament lobulades amb les flors blanques o porpres. Sovint són pudentes.
A la vegetació dels Països Catalans són autòctones les espècies:
- Coronopus squamatus - Cervina (vera)
- Coronopus didymus - Cervina menuda